# Fernando Guijarro
Fernando Guijarro Martínez (* 1972 in Zapotiltic, Jalisco) ist ein ehemaliger mexikanischer Fußballspieler, der vorwiegend im Mittelfeld agierte.

## Laufbahn
Guijarro begann seine Profikarriere bei den Cobras Ciudad Juárez, für die er in den Spielzeiten 1990/91 und 1991/92 tätig war. Nach dem Abstieg in die zweite Liga verließ er den Verein und spielte in der Folgezeit (zumindest in den Spielzeiten 1993/94 und 1994/95) für die Tecos U.A.G., mit denen er in der Saison 1993/94 die mexikanische Fußballmeisterschaft gewann und das entscheidende Finalspiel gegen Santos Laguna bestritt.
Nach seiner aktiven Laufbahn stieg Guijarro ins Trainergeschäft ein. In den Jahren 2007 und 2008 war er als Chefcoach für das Farmteam Tecos Sayula U.A.G. verantwortlich und seit 2017 trainiert er die erste Mannschaft des Viertligisten Mazorqueros FC.

## Erfolge
- Mexikanischer Meister: 1993/94